# قرار مجلس الأمن التابع للأمم المتحدة رقم 1881
قرار مجلس الأمن التابع للأمم المتحدة رقم 1881 المتخذ بالإجماع في 30 يوليو 2009.

## القرار
صوت مجلس الأمن بالإجماع على تمديد ولاية العملية المختلطة للاتحاد الأفريقي والأمم المتحدة في دارفور (يوناميد) لمدة عام، مطالبا أطراف النزاع في الإقليم بغرب السودان بوضع حد فوري لأعمال العنف بما في ذلك الهجمات على المدنيين وقوات حفظ السلام والعاملين في المجال الإنساني.
وباعتماد القرار 1881 (2009)، دعا المجلس إلى وقف فوري للأعمال العدائية ودعا جميع الأطراف إلى الالتزام بوقف دائم لإطلاق النار. وطلب من الأمين العام التشاور مع الأطراف بهدف تطوير آلية أكثر فعالية لرصد وقف إطلاق النار، كما شدد على ضرورة قيام العملية المختلطة بالإبلاغ عن حالات العنف التي يمكن أن تقوض جهود السلام.
وأكد المجلس مجددًا أنه لا يمكن أن يكون هناك حل عسكري للصراع في دارفور، وأن «التسوية السياسية الشاملة والنشر الناجح لليوناميد ضروريان لإعادة إحلال السلام». وأضاف أن الهجمات أو التهديدات ضد اليوناميد غير مقبولة، وجدد إدانته للهجمات السابقة التي شنتها الجماعات المسلحة وطالب بعدم تكرار مثل هذه الهجمات.
تم الترحيب بالتحسينات في تعاون حكومة السودان مع العملية المختلطة للاتحاد الأفريقي والأمم المتحدة في دارفور، لكن المجلس دعا الحكومة أيضًا إلى الامتثال لاتفاق وضع القوات -الذي تم التوصل إليه في عام 2008 مع العملية المختلطة- لا سيما فيما يتعلق بتوفير التأشيرات لأفراد البعثة وتصاريح الرحلات الجوية والمعدات.
ولقياس وتتبع التقدم الذي تحرزه اليوناميد، طلب المجلس من الأمين العام أن يقدم خطة عمل إستراتيجية ذات معايير مرجعية للنظر فيها. وطُلب منه كذلك أن يدرج، في تقريره المقبل، تقييما للتقدم المحرز في ضوء تلك المعايير، وأي توصيات بشأن ولاية العملية وتشكيلتها.